# Elle Graham
Elle Charlotte Graham (Wilmington, Carolina del Norte, 25 de mayo de 2009) es una actriz estadounidense, conocida por interpretar a Nancy Wheeler en Are You There God? It's Me, Margaret, Savannah Dillon en Secrets of Sulphur Springs, y Sara Hopper en Stranger Things. También interpretó a Susie Coyle en Swamp Thing.Y además, tuvo un breve cameo en The Walking Dead como Winnie, una niña cuidada por Jocelyn.
Su madre, Emily Graham, es una actriz que ha aparecido en algunas películas. Tiene cuatro hermanos (dos hermanas y dos hermanos).